# 加藤美優
加藤美優（日语：／ Kato Miyu，1999年4月14日—），出身於東京都武藏野市，日本退役女子乒乓球運動員。她是2017年世界乒乓球錦標賽日本代表成員之一。

## 主要比賽最佳成績

### 單打
- 世界巡迴賽：準決賽（2016年澳洲公開賽）
- 青年奧林匹克運動會：第四名（2014年）
- 世界青少年錦標賽：準決賽（2016年、2017年）
- 亞洲青少年錦標賽：半準決賽（2013年）
- 世界青少年巡迴賽：冠軍（2013年波蘭青少年公開賽）

### 雙打
- 世界巡迴賽：冠軍（2016年保加利亞公開賽）
- 世界青少年錦標賽：亞軍（2016年）
- 亞洲青少年錦標賽：亞軍（2013年）
- 世界青少年巡迴賽：冠軍（2011年關島青少年公開賽）

### 混雙
- 青年奧林匹克運動會：亞軍（2014年）
- 世界青少年錦標賽：十六強（2013年、2016年）

### 團體
- 亞洲錦標賽：亞軍（2017年、2019年）
- 世界青少年錦標賽：冠軍（2016年）
- 亞洲青少年錦標賽：亞軍（2013年、2014年、2015年）

## 外部連結
- 加藤 美優 KATO Miyu（页面存档备份，存于）
- 加藤美優的X（前Twitter）